# Hviderusland ved vinter-OL 2018
Hviderusland deltager i vinter-OL 2018 i Pyeongchang, Sydkorea i perioden 9. – 25. februar 2018.

## Deltagere
Følgende atleter vil deltage i nedennævnte sportsgrene: 
| Sportsgren            | Herrer | Damer | Total |
| --------------------- | ------ | ----- | ----- |
| Alpint skiløb         | 1      | 1     | 2     |
| Hurtigløb på skøjter  | 2      | 3     | 5     |
| Freestyle             | 3      | 3     | 6     |
| Langrend              | 4      | 5     | 9     |
| Short track skøjteløb | 1      | 0     | 1     |
| Skiskydning           | 5      | 5     | 10    |
| Total                 | 16     | 17    | 33    |

## Medaljer
| 2018 Pyeongchang | Guld | Sølv | Bronze | Total |
| Hviderusland     | 2    | 1    | 0      | 3     |

### Medaljevindere
| Medal | Name                                                               | Sport            | Event                | Date        |
| ----- | ------------------------------------------------------------------ | ---------------- | -------------------- | ----------- |
| Guld  | Hanna Huskova                                                      | Freestyle skiløb | Damers aerials       | 16. februar |
| Guld  | Nadzeja Skardzina Iryna Kryuko Dzinara Alimbekava Darja Domratjeva | Skiskydning      | Damernes stafet      | 22. februar |
| Sølv  | Darja Domratjeva                                                   | Skiskydning      | Damernes fællesstart | 17. februar |